# Pseudanthias thompsoni
Pseudanthias thompsoni es una especie de peces de la familia Serranidae en el orden de los Perciformes.

## Morfología
• Los machos pueden llegar alcanzar los 22 cm de longitud total.

## Alimentación
Come zooplancton.

## Hábitat
Es un pez  de mar de clima tropical y asociado a los  arrecifes de coral que vive entre 5-190 m de profundidad.

## Distribución geográfica
Se encuentran en las Islas Ogasawara y las Hawaii.